# Менг Хаожан
Менг Хаожан (кин: 孟浩然; пин: Mèng Hàorán, јап. Mōkōren; 689 или 691—740) је био кинески песник током Танг династије. Није био успешан у државној служби, он је углавном живио и писао о свом завичају.
Рођен је у Сјангјангу, Хубеј, и био је снажно везан за ту област.
Он је тамо живео готово цео свој живот, и пејзаж, историја и легенде свог завичаја су теме многих његових песама. Посебно су истакнути Наншан (или Јужна планина, његово породично седиште) и Лумен Шан, где је кратко живео.
Он је положио царски испит касно у свом животу у својој 39. години. Он је добио прву и задњу позицију три године прије смрти, али је дао оставку после мање од годину дана рада.